# Distrito electoral local 18 de la Ciudad de México
El XVIII Distrito Electoral Local de Ciudad de México es uno de los 33 distritos electorales locales en los que se encuentra dividido el territorio de Ciudad de México. Su cabecera es la alcaldía Álvaro Obregón.

## Ubicación
Abarca el norte de la alcaldía Álvaro Obregón y el poniente de la alcaldía Benito Juárez. Limita al norte con el distrito XIII de Miguel Hidalgo, al este con el distrito XVII de Benito Juárez, al sur con el distrito XXIII y al oeste con el distrito XX, ambos dentro de Álvaro Obregón.

## Congreso de la Ciudad de México (desde 2018)
| Diputado                       | Grupo parlamentario | Legislatura | Periodo     |
| ------------------------------ | ------------------- | ----------- | ----------- |
| Valentina Batres Guadarrama    |                     | I           | 2018 - 2021 |
| Polimnia Romana Sierra Bárcena |                     | II          | 2021 - 2024 |
| Lizzette Salgado Viramontes    |                     | III         | 2024 -      |

## Resultados electorales

### 2021
|  | 43.8491 % |

|  | 38.4293 % |

|  | 3.0223 % |

|  | 2.2794 % |

|  | 1,976 % |

|  | 0.6627 % |

|  | 1.0085 % |

|  | 2.8809 % |

|  | 0.1164 % |

|  | 3.1749 % |

|  | 100.00 % |